# От-Гулен
 От-Гулен  (фр. Haute-Goulaine) — коммуна на западе Франции, находится в регионе Пеи-де-ла-Луар, департамент Атлантическая Луара, округ Нант, кантон  Сен-Себастьян-сюр-Луар. Расположена в 10 км к юго-востоку от Нант.  Через территорию коммуны проходит автомагистраль E62 (N249). Северную часть коммуны занимает обширное болото Гулен.
Население (2017) — 5 764 человека.

## История
Приход Гулен основан между XII и XIII веками; сначала он включал Верхний Гулен (От-Гулен) и Нижний Гулен (Бас-Гулен), которые различаются только с 1287 года.
История коммуны От-Гулен тесно связана с семейством Гулен. В XII веке Генрих II Плантагенет назначил Жана  I де Гулена наместником города Нант. В XIV веке Жан II де Гулен получил право на проведение ярмарки в День Святого Мартина.
Во время Религиозных войн Габриэль де Гулен поддерживал Генриха Наваррского, и после его вступления на французский трон сеньория Гулен стала маркизатом. 

## Достопримечательности
- Замок Гулен XV-XVII веков в стиле ренессанс на краю Гуленского болота
- Приходская церковь Святой Радегонды середины XIX века
- Часовня Святого Мартина XIX века
- Вилла Монтис с парком 1815 года

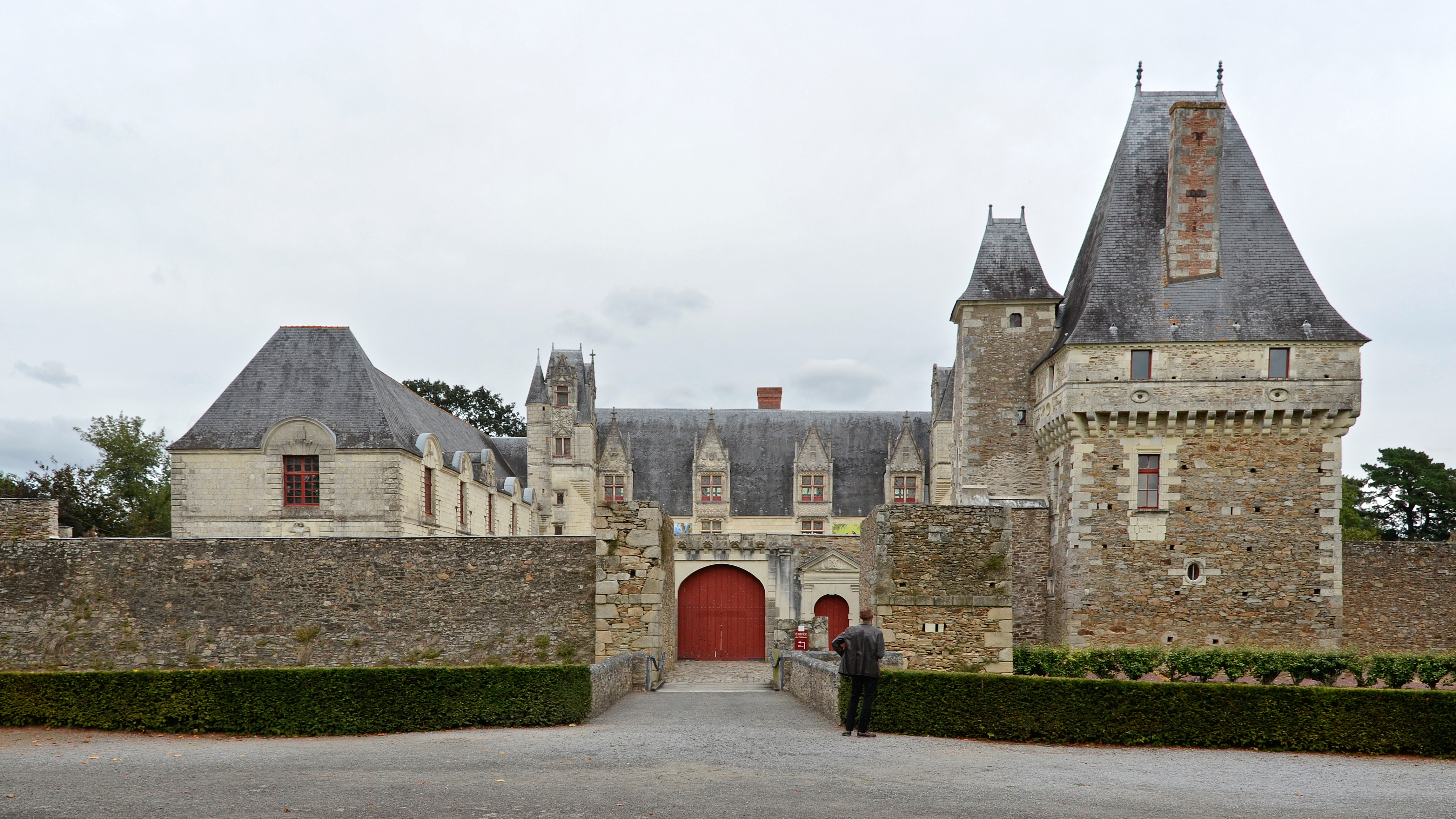
Замок Гулен
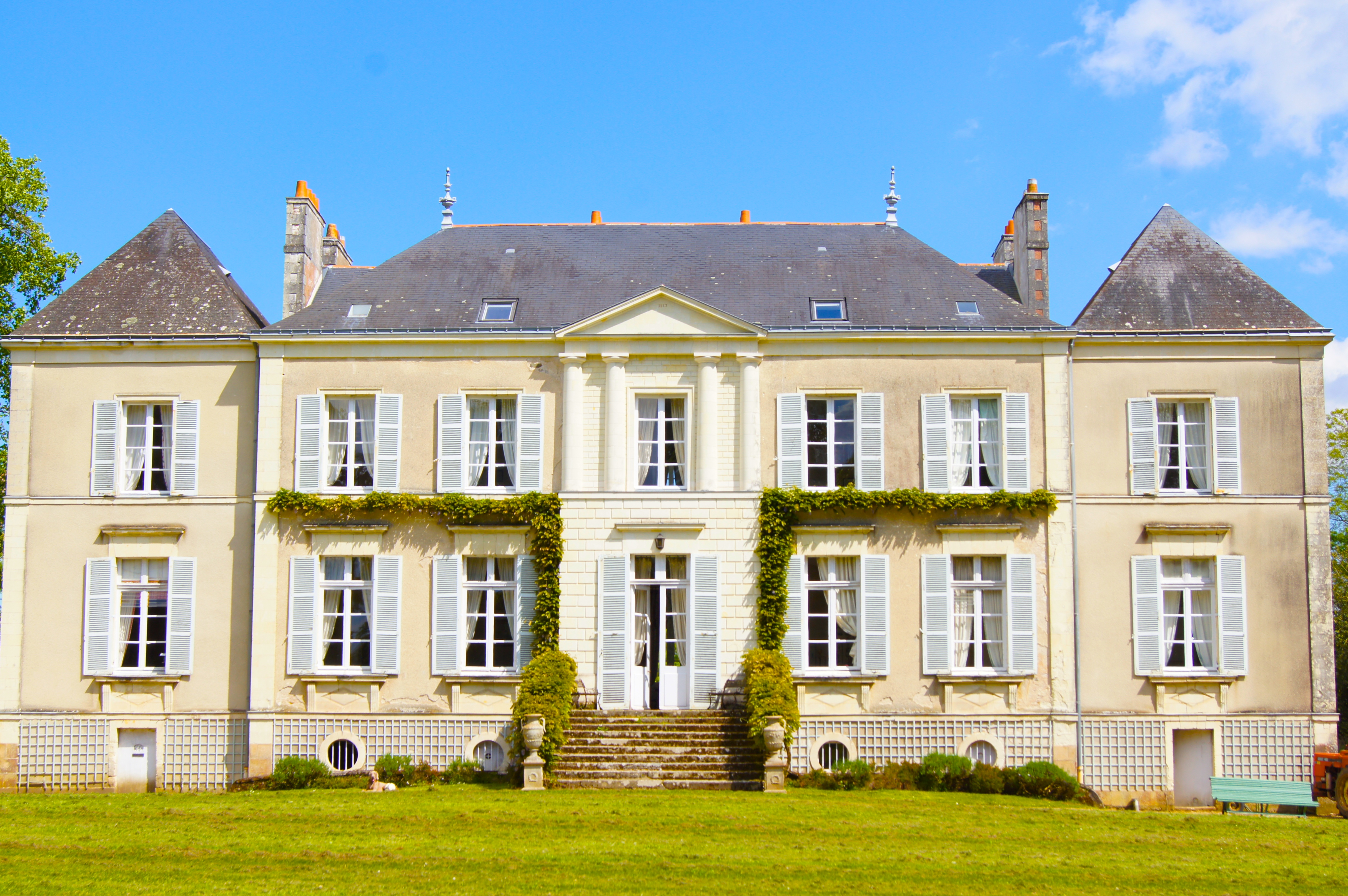
Вилла Монтис

## Экономика
Структура занятости населения:
- сельское хозяйство — 10,5 %
- промышленность — 13,9 %
- строительство — 7,8 %
- торговля, транспорт и сфера услуг — 49,8 %
- государственные и муниципальные службы — 18,0 %

Уровень безработицы (2017 год) — 8,1 % (Франция в целом — 13,4 %, департамент Атлантическая Луара — 11,6 %). 

Среднегодовой доход на 1 человека, евро (2017 год) — 25 260 (Франция в целом — 21 110, департамент Атлантическая Луара — 21 910).

## Демография
Динамика численности населения, чел.

## Администрация
Пост мэра От-Гулена с 2020 года занимает Фабрис Кюшо (Fabrice Cuchot). На муниципальных выборах 2020 года возглавляемый им правоцентристский блок победил в 1-м туре, получив 55,89 % голосов.
| Период | Период | Фамилия        | Партия                    | Примечания               |
| ------ | ------ | -------------- | ------------------------- | ------------------------ |
| 1977   | 1995   | Андре Пру      |                           |                          |
| 1995   | 2014   | Жан-Клод Добис | Союз за народное движение |                          |
| 2014   | 2020   | Марсель Шапо   |                           | член Совета департамента |
| 2020   |        | Фабрис Кюшо    | Разные правые             |                          |

## Города-побратимы
- Педро-Муньос, Испания